# Ménara
Ménara (àrab: المنارة, al-Manāra; amazic estàndard marroquí: ⵍⵎⵏⴰⵔⴰ, Lmnara) és un districte urbà (arrondissement) de la ciutat de Marràqueix, dins de la prefectura de Marràqueix, a la regió de Marràqueix-Safi, al Marroc. Segons el cens de 2014 tenia una població total de 411.094 persones.